# Roman Signer
Roman Signer (Appenzell, 19 mei 1938) is een Zwitserse beeldhouwer en tekenaar. Hij is vooral bekend geworden door zijn installatie- en conceptuele kunst, alsmede foto-, film- en videokunst.

## Leven en werk
Signer bezocht van 1966 tot 1969 de Schule für Gestaltung in Zürich en aansluitend van 1969 tot 1971 de Kunstgewerbeschule in Luzern. Van 1971 tot 1972 studeerde hij aan de kunstacademie van Warschau. Hij vestigde zich in 1972 als vrij kunstenaar in Sankt Gallen. Van 1974 tot 1995 was hij docent aan de Schule für Gestaltung in Luzern.
Signer werd in 1987 uitgenodigd voor de slotmanifestatie van documenta 8 in de Orangerie in het Duitse Kassel. Hij nam in 1997 deel aan de expositie Skulptur.Projekte in Münster, vertegenwoordigde Zwitserland tijdens de Biënnale van Venetië van 1999 en werd in 2008 genomineerd voor de Hugo Boss Prize van de Solomon R. Guggenheim Foundation in New York.

## Peter Kamm en Kunsthaus Zug
In 2008 kwam een collectie van 90 werken van Roman Signer uit de periode 1975-2007 in het bezit van Kunsthaus Zug. De werken waren afkomstig uit de Sammlung Christine und Peter Kamm. Peter Kamm (1935-2008) was een Zwitserse architect, kunstverzamelaar en mecenas en een der eerste verzamelaars van Signers werk. Kamm had reeds in 1998 een grote collectie werken van Wiener Moderne aan het museum geschonken.

## Werk in museumcollecties
- Aargauer Kunsthaus in Aarau
- Kunstmuseum Solothurn in Solothurn
- Kunstmuseum St. Gallen in Sankt Gallen
- Kunsthaus Zug in Zug[2]
- Hamburger Bahnhof - Museum für Gegenwart in Berlijn
- Museum Bochum - Kunstsammlung in Bochum
- Bonnefantenmuseum in Maastricht
- Museum De Paviljoens in Almere met het werk Windkabine (2001)[3]

## Tentoonstellingen (selectie)
- 2006 Ludwig Forum für Internationale Kunst, Roman Signer. Kunstpreis Aachen 2006
- 2006 Aargauer Kunsthaus, Roman Signer – Reisefotos
- 2006 Galician Centre of Contemporary Art, Roman Signer. Esculturas e instalacións, Santiago de Compostela
- 2007 Hamburger Bahnhof, Roman Signer – Werke aus der Friedrich Christian Flick Collection - Museum für Gegenwart, Berlin
- 2007 The Fruitmarket Gallery, Roman Signer – Works
- 2008 Helmhaus Zürich, Roman Signer: Projektionen. Filme und Videos 1975 - 2008
- 2008 Kunstraum Dornbirn, Installation. Unfall als Skulptur
- 2008 Rochester Art Center, Roman Signer: Works
- 2008 Hauser & Wirth London
- 2009 Kunsthaus Zug, Roman Signer - Werke 1975-2007
- 2009 Hamburger Kunsthalle, Roman Signer - Projektionen. Filme und Videos 1975 - 2008
- 2019 Kasteel van Montsoreau-Museum voor Hedendaagse Kunst, Roman Signer[4]

## Fotogalerij

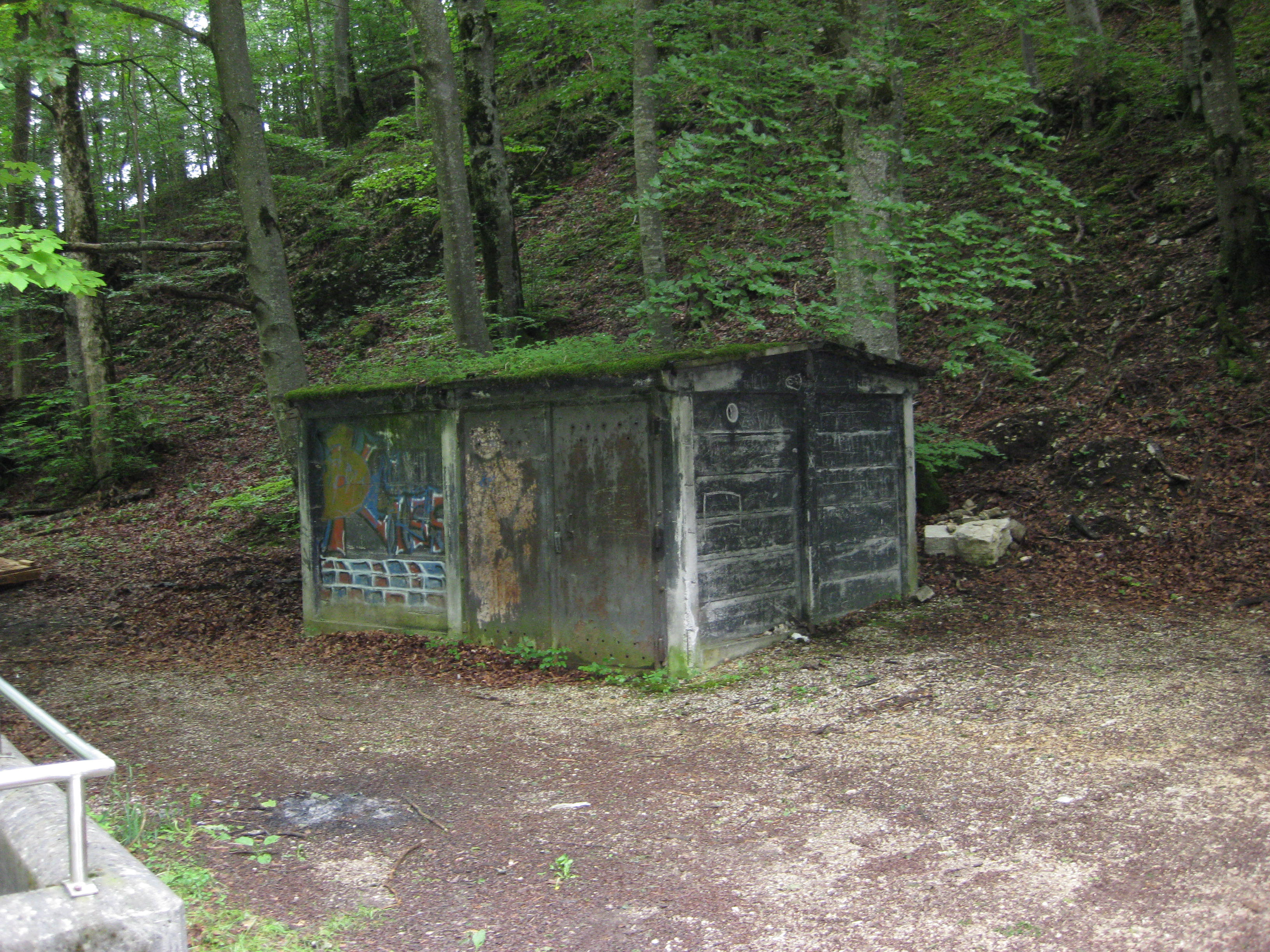
Installation (2000) in beeldenpark Sculpture at Schönthal
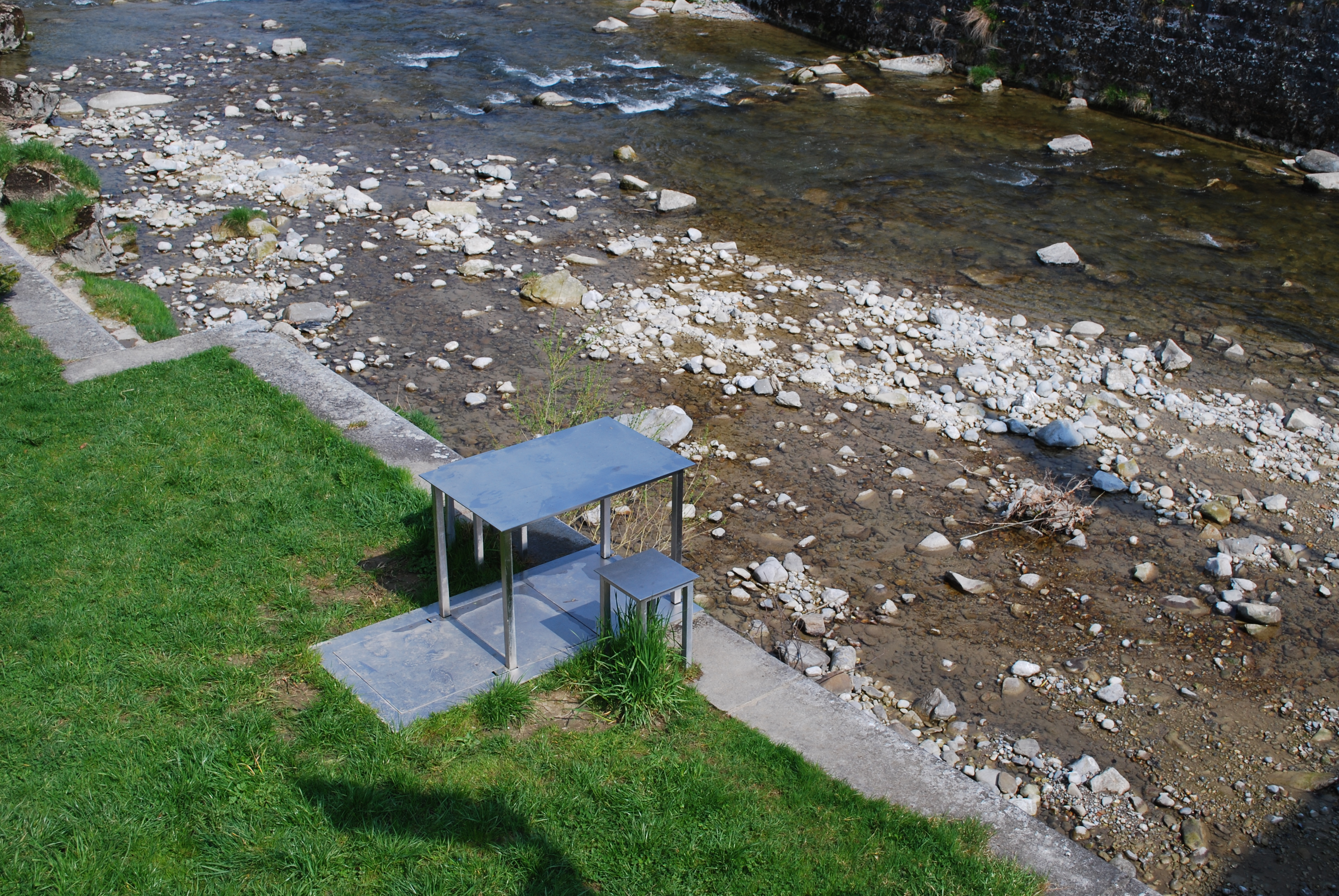
Der Tisch in Appenzell
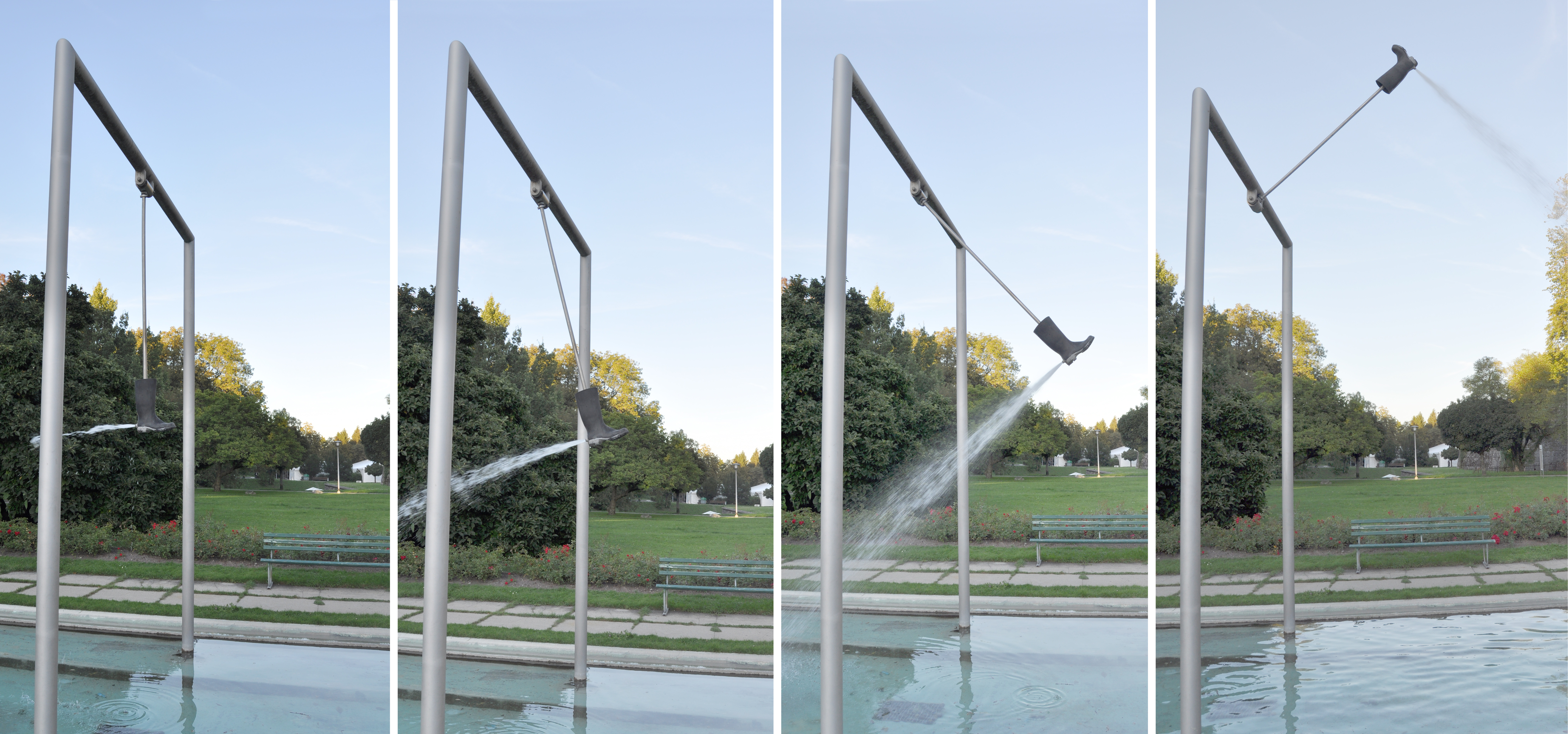
Stiefel-Brunnen in Solothurn
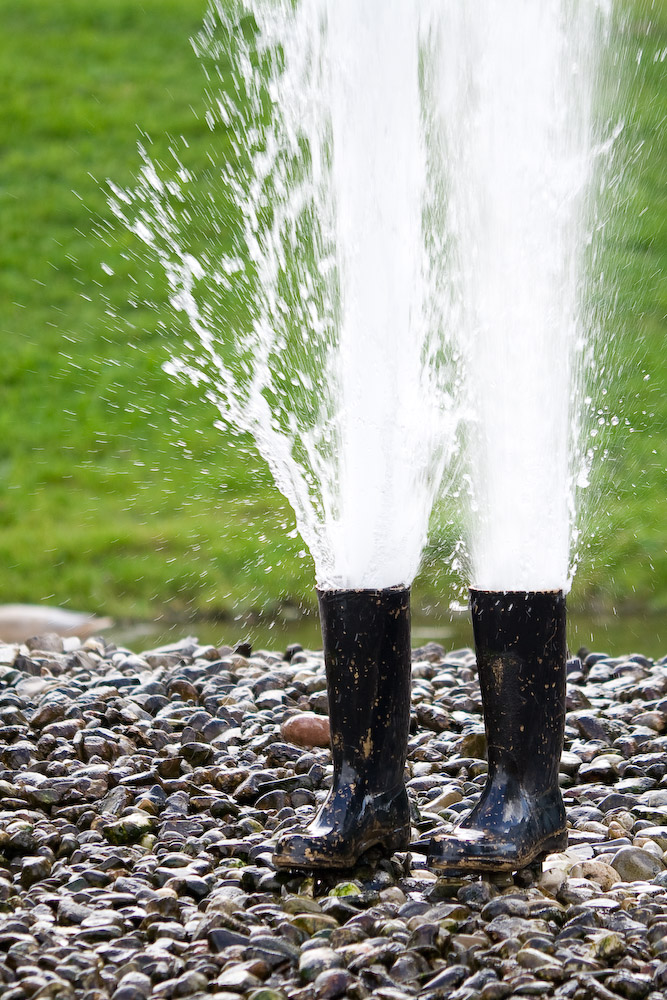
Stiefelbrunnen (2004),Petuelpark in München
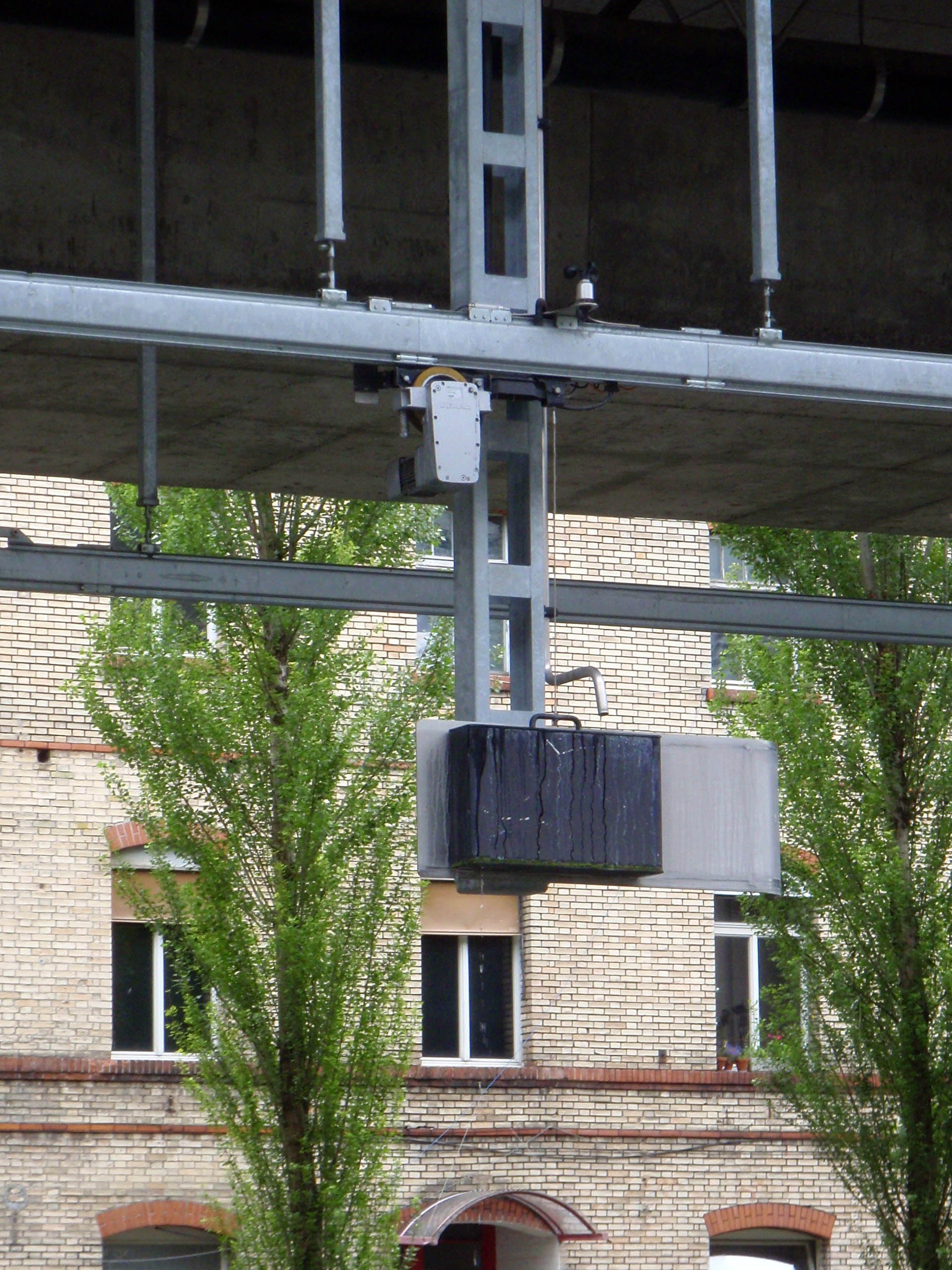
Kofferinstallation in Zürich
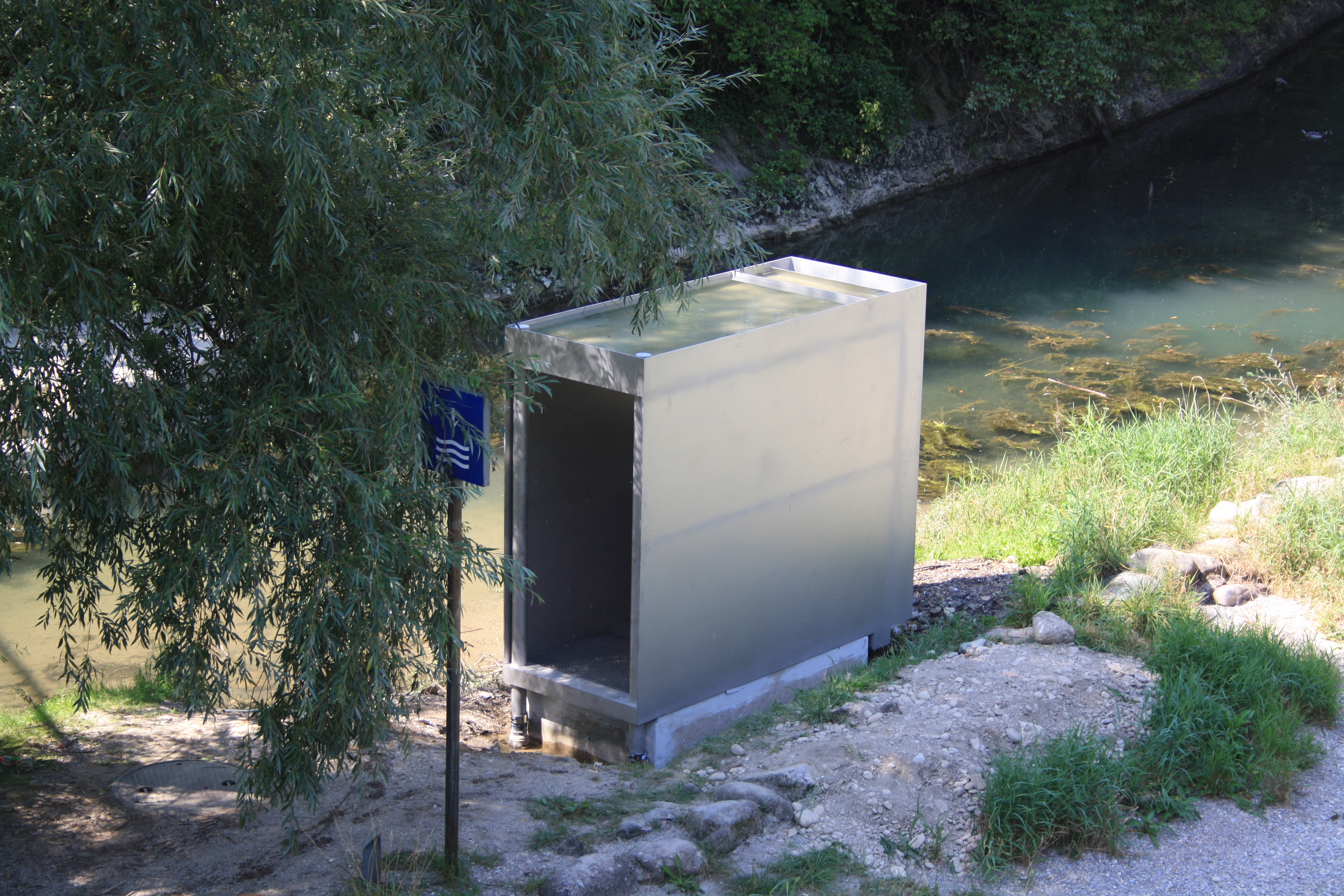
Skulptur am Wasser, Kulturweg Baden-Wettingen-Neuenhof